# Herta Maurer-Lausegger

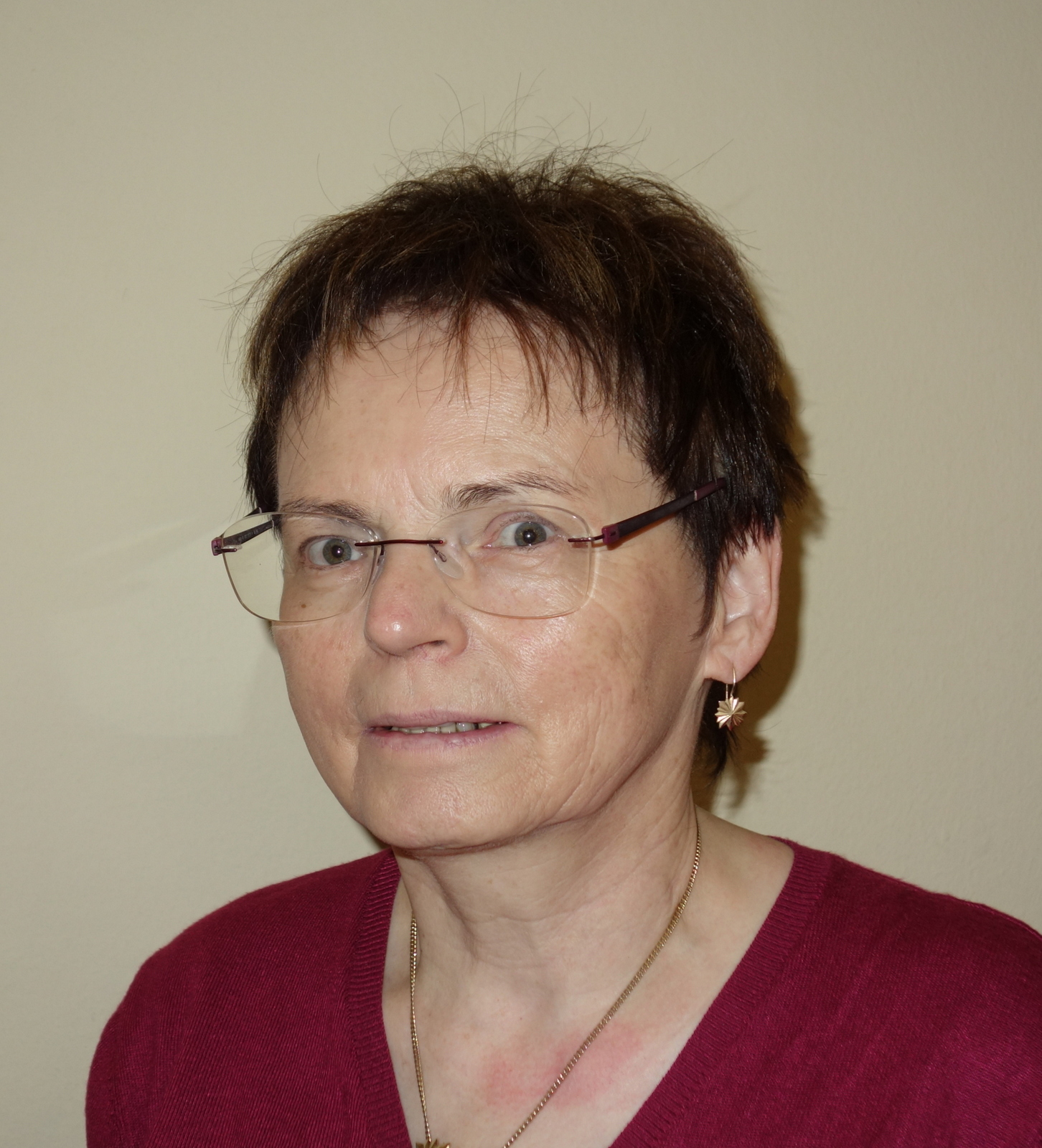
Herta Maurer-Lausegger

Herta Maurer-Lausegger (* 30. November 1953 in Klagenfurt) ist eine kärntnerslowenische Sprachwissenschaftlerin, Ethnologin, Kulturwissenschaftlerin und Filmproduzentin.

## Leben und Wirken
Nach der Matura am Bundesgymnasium und Bundesrealgymnasium für Slowenen in Klagenfurt 1972 studierte sie Slawistik und Volkskunde an der Karl-Franzens-Universität in Graz, wo sie 1980 promovierte. Ihre Dissertation behandelt die Terminologie der Bauernmühle in Kärntner slowenischen Dialekten.
Ihr Übersetzerstudium Slowenisch, das sie ebenfalls an der Karl-Franzens-Universität in Graz studierte, schloss sie 1977 mit dem Titel „Akademisch geprüfte Übersetzerin“ ab.
In den 1970er und 1980er Jahren war sie gelegentlich als freie Rundfunkmitarbeiterin der Slowenischen Redaktion (‘‘Slovenski spored ORF‘‘) beim ORF-Landesstudio Kärnten in Klagenfurt tätig. In den 1980er Jahren, aber auch später wirkte sie bei professionellen Filmproduktionen in unterschiedlicher Funktion mit.
Von 1981 bis 1983 war sie wissenschaftliche Mitarbeiterin des Forschungsprojekts „Inventarisierung der slowenischen Volkssprache in Kärnten“ am Institut für Slawistik der Karl-Franzens Universität in Graz. Von 1983 bis 1984 leitete sie die neu gegründete ethnologische Abteilung im Rahmen des Christlichen Kulturverbandes (‘‘Krščanska kulturna zveza‘‘) in Klagenfurt, die Vorgängerin des Slowenischen Volkskundeinstituts Urban Jarnik (‘‘Slovenski narodopisni inštitut Urban Jarnik‘‘) in Klagenfurt.
Von März 1984 bis Ende Oktober 2019 wirkte sie als Universitätsassistentin bzw. ab 1995 als Assistenzprofessorin am Institut für Slawistik der Universität Klagenfurt, wo sie für den sprach- und kulturwissenschaftlichen Teil zuständig war, und vom 1. März 2014 bis 31. Dezember 2015 die Institutsleitung innehatte. Seit Oktober 2019 ist sie weiterhin als Lehrbeauftragte (Kulturwissenschaft, Mehrsprachigkeit) an der Universität Klagenfurt tätig.
Seit 1984 war sie Mitarbeiterin und seit 1994 Leiterin des wissenschaftlichen Projekts zur Erforschung der slowenischen Dialekte in Kärnten am Institut für Slawistik. Das Projekt wurde 1984 von Gerhard Neweklowsky, der im ersten Jahrzehnt die Projektleitung innehatte, initiiert.
Besonderes Augenmerk legte Maurer-Lausegger auf die Erforschung der Kärntner slowenischen volkstümlichen Schrifttradition bzw. des Volksliteratentums, des sog. ‘‘bukovništvo‘‘ sowie des bekanntesten Kärntner slowenischen Volkspoeten Andreas Schuster Drabosnjak (1768–1825). Mithilfe computergestützter sprachwissenschaftlicher Untersuchungen und durch eigene Kenntnisse der spezifischen Merkmale der Köstenberger Mundart konnte sie sechs handschriftliche Autografen des Autors bestätigen. Auch eine von ihr in Auftrag gegebene, offizielle graphologische Expertise vom Zentrum für kriminalistisch-technische Untersuchungen beim Innenministerium der Republik Slowenien (‘‘Center za kriminalistično-tehnične preiskave pri Ministrstvu za notranje zadeve Republike Slovenije‘‘) in Ljubljana, datiert vom 3. April 1992, liegt vor: „Das Hirtenspiel (I und II), das Büchlein von Drabosnjak, das Gebetbuch, das Heiligen-Kreuz Büchlein und das Spiel vom verlorenen Sohn hat Andrej Šuster Drabosnjak geschrieben“ (‘‘Pastirsko igro (I in II), Bukvice od Drabosnjaka, Molitvene bukvice, Bukvice Svetiga križa in Igro o izgubjenem sinu je napisal Andrej Šuster Drabosnjak‘‘)
Im Rahmen eines bilateralen Forschungsprojekts gelangten mehrere, von Maurer-Lausegger an der Universität Klagenfurt elektronisch erfasste Texte Drabosnjaks an das Institut für Slowenische Literatur und Literaturwissenschaft der Slowenischen Akademie der Wissenschaften (‘‘Inštitut za slovensko literaturo in literarne vede pri Slovenski akademiji znanosti in umetnosti‘‘) in Ljubljana. Eine kritische Werkausgabe in der Datenbank e-ZISS. Elektronische wissenschaftskritische Editionen der slowenischen Literatur (‘‘e-ZISS. Elektronske znanstvenokritične izdaje slovenskega slovstva‘‘), befindet sich in Vorbereitung. Projektleiter ist Matija Ogrin, wissenschaftlicher Rat und Vorstand des Instituts.

## Audiovisuelle Dialektologie
Von 1994 bis 2019 war Maurer-Lausegger am Institut für Slawistik Leiterin des dialektologisch-ethnologischen Film- und Forschungsprojekts ‘‘Dokumentation alter Volkskultur im Dialekt – Dokumentacija stare ljudske kulture v narečju 1994-‘‘, das sie seit dem Ende ihrer aktiven Berufslaufbahn weiterhin fortführt.
In Kooperation mit dem Klagenfurter Filmunternehmen ARTIS Filmproduktionsgesellschaft m.b.H. dokumentiert sie slowenische, aber auch deutsche Mundarten in zweisprachigen Gebieten Südkärntens. Gemeinsam mit den Filmexperten entwickelte sie im Rahmen des Projekts schrittweise die Methoden der Audiovisuellen Dialektologie. Im Jahr 2000 wurde das Projekt entsprechend in Audiovisuelle Dialektologie umbenannt.
Ziel der Dokumentation ist eine synchrone und authentische Aufzeichnung von spontan gesprochener Mundart und des ethnografischen Sachverhalts im Situationskontext. Themen aus dem vormaligen handwerklich und bäuerlich geprägten Milieu werden filmisch aufgearbeitet, wie etwa Wassermühlen und Sägewerke, Brotbacken, Schlitten, bäuerliches Arbeitsgerät, Wollverarbeitung u. a. Aus diesen Forschungen resultieren Dokumentarfilme und Begleithefte.
Die folgenden Dokumentarfilme im Dialekt, die bisher aus technischen Gründen unveröffentlicht geblieben sind, warten auf die digitale Herausgabe.
Die von 1994 bis 2001 entstandenen Dokumentarfilme und Textbeilagen, die jeweils Informationen, den Dialekttext und Übersetzungen (Slowenisch, Deutsch, teilweise Englisch) enthalten, sind in der Projektserie Dialektdokumentationen/Narečne dokumentacije beim Hermagoras Verlag (‘‘Mohorjeva založba‘‘) in Klagenfurt erschienen. Eine digitale Ausgabe dieser Filme, die in diesem Zeitraum auf VHS-Kassetten herausgegeben wurden, ist vorgesehen.
Die Kulturdokumentation ist in deutscher und slowenischer Originalversion beim Hermagoras Verlag (‘‘Mohorjeva založba‘‘) in Klagenfurt auf DVD erschienen.
Mit Wissenschaftsgeschichte beschäftigt sich Maurer-Lauseggers Filmdokumentation Gerhard Neweklowsky. Mein Leben für die Slawistik (2021), die gemeinsam mit dem Lebenslauf und dem Schriftenverzeichnis als PDF-Dokument im Eigenverlag auf USB erschienen ist.
Die von Maurer-Lausegger produzierte Liedersammlung Gailtaler Wildsänger: So singen wir in Vorderberg/Tako pojemo v Blačah (2023) enthält slowenische und deutsche Untergailtaler Kirchtagslieder, die seit 2018 zum UNESCO-geschützten Kulturgut zählen. Die Lieder sind gemeinsam mit dem Liederheft im Eigenverlag auf USB erschienen.
Im Jahr 2000 wurde die interdisziplinäre Partnerschaft „Kulturwissenschaft & Wirtschaft“ initiiert, die einen Internetauftritt und Öffentlichkeitsarbeit betreibt. Die Zusammenarbeit war auf Öffentlichkeitsarbeit ausgerichtet (Gestaltung ethnografischer Ausstellungen bis 2017, diverse Kultur- und Rahmenprogramme im In- und Ausland; partnerschaftliche Kooperation mit der Wirtschaft). Die Website befindet sich im Neuaufbau.

## Mitgliedschaften
- Österreichische Gesellschaft für Slawistik
- Slavistično društvo Slovenije
- International Society of Dialectology & Geolinguistics (SIDG)
- Gesellschaft für Sprache und Sprachen (GeSuS) e.V.
- Slovensko entološko društvo (SED)
- Geschichtsverein für Kärnten
- Narodopisni inštitut Urban Jarnik (SNUJ) – Slowenisches Volkskunde Institut Urban Jarnik
- MultiMeDialecTranslation Scientific Committee
- European Who is Who Association (EU-WIWA): Certificate of Award 2014
- Who is Who of European Women

## Publikationen (Auswahl)
- Audiovisual Dialectology: Methodology and Theoretical Considerations. In: Theoretical Approaches to Dialogue Analysis. Selected Papers from the IADA Chicago 2004 Conference. Ed. Lawrence N. Berlin. Tübingen: Niemeyer 2007 (= Beiträge zur Dialogforschung, 33), ISBN 3-11-092819-1, S. 163–176
- Sprachenvielfalt in Österreich: Minderheitenschutz auf europäischer und nationaler Ebene = Language Diversity in Austria: Protection of Minorities on a European and National level. In: Jelisava Dobovšek-Sethna, Frances Fister-Stoga und Cary Dival (Hrsg.): Linguapax Asia: A Retrospective Edition of Language and Human Rights Issues Collected Proceedings of Linguapax Asia Symposia 2004–2009. Tokyo: Linguapax Asia, 2010, ISBN 978-4-903386-13-3, S. 19–35 (online: [PDF] https://www.linguapax.org/).
- Leitfaden zur Erstellung wissenschaftlicher Arbeiten. Richtlinien zur formalen Gestaltung und strukturellen Gliederung. Klagenfurt/Celovec: Verlag Hermagoras/Mohorjeva, 2020, 116 S., ISBN 978-3-7086-1096-2
- Die 13. Sibylle. Die Prophezeiung der Königin Michalda von Saba. Redaktionell bearbeitete Edition und Faksimileausgabe einer maschinschriftlichen Fassung aus der Wörthersee-Region in Kärnten. Klagenfurt/Celovec: Verlag Hermagoras/Mohorjeva, 2020, 84 S., ISBN 978-3-7086-1097-9
- Das Volkslied als Begleiter des Brauchtumslebens im zweisprachigen Unteren Gailtal in Kärnten. In: Herta Maurer-Lausegger, Martina Piko-Rustia und Peter Wiesflecker (Hrsg.): Brauchtum im Wandel: Identität – Folklore – Kommerz. Tagungsband zur gleichnamigen Arbeitstagung am 17. September 2021 im Katholischen Bildungshaus/Dom prosvete Sodalitas in Tainach/Tinje. Hg: Slowenisches Volkskunde Institut Urban Jarnik/Slovenski narodopisni inštitut Urban Jarnik, Klagenfurt/Celovec / Katholisches Bildungshaus/Dom prosvete Sodalitas, Tainach/Tinje. Hermagoras Verein/Mohorjeva družba, Klagenfurt/Celovec – Ljubljana/Laibach – Wien/Dunaj, 2022, ISBN 978-3-7086-1263-8, S. 69–145
- Ustvarjalni opus koroškega bukovnika Andreja Šusterja Drabosnjaka (1768–1825). In: Marija Stanonik und Han Steenwijk (Hrsg.): Tra ricerca sul campo e studio a tavolino. Contributi per i cento anni dalla nascita dell’accademico Milko Matičetov = Med terenom in kabinetom. Ob 100. obletnici rojstva akademika Milka Matičetovega. Padova: Cleup sc „Coop. Libraria Editrice Università di Padova“, 2022, ISBN 978-88-5495-450-2, S. 393–414
- Das Holzdach-Decken. Ein Dokumentarfilm mit Begleitbroschüre von Herta Maurer-Lausegger. Slowenische Originalfassung mit deutschen Untertiteln (USB, MPEG4-Video, Länge: 24:50). Produktionsleitung: Herta Maurer-Lausegger. Kamera: Ivan Klarič, Alexander Sabotnik; Filmschnitt: Valentin Čertov [ARTIS Filmproduktions-GmbH, Klagenfurt am Wörthersee], Begleitbroschüre in deutscher Sprache, 12 S. © Herta Maurer-Lausegger, www.kwfilm.com. Ferlach: Eigenverlag der Herausgeberin, 2022 (= Dialektdokumentationen = Narečne dokumentacije 17.2).
- Kufenstechen bei uns in Vorderberg. (USB, MPEG4 Video; Länge: 16:30). Produktionsleitung: Herta Maurer-Lausegger. Kamera: Ivan Klarič, Valentin Čertov; Editing: Valentin Čertov [ARTIS Filmproduktions-GmbH., Klagenfurt am Wörthersee], 2022. Ferlach: © 2023 Herta Maurer-Lausegger, www.kwfilm.com, Eigenverlag der Herausgeberin (= Dialektdokumentationen = Narečne dokumentacije, 20.2. Originalversionen im Kärntner Deutsch).

## Anerkennungen und Preise
- ScienceWeek @ Austria 2000, 2001 und 2002
- Slomšek Preis 2001
- Kärntnerin des Jahres 2002 für ihre Volkskultur- und Dialektarbeit „Eva 2002“[39]
- Die Lupe für hervorragende Wissenschaftskommunikation im Rahmen der „Langen Nacht der Forschung 2008“
- Niko Kuret Plakette für das Jahr 2012
- Naša Slovenija Preis 2012 (Kultura – Natura)
- 6. Julius-Kugy-Preis, 2012 (Anerkennung der grenzüberschreitenden kulturellen Bewusstseinsförderung, verliehen von der Gemeinschaft der Kärntner Slowenen)
- European Who is Who Association: Certificate of Award 2014
- Priznanje Zveze društev Slavistično društvo Slovenije 2023
- 2023: Kulturpreis des Landes Kärnten: Würdigungspreis[40]